# Bataillon valaisan
Le bataillon valaisan est une unité d'infanterie de ligne de la Grande Armée, en service sous le Premier Empire de 1806 à 1811, année où il fut rattaché au 11e régiment d'infanterie légère. Une capitulation (contrat) entre l'Empire français et la République du Valais permettant la levée du bataillon est signée à Sion le 8 octobre 1805.

## Composition

Reconstitution hypothétique du drapeau du bataillon.

Ce bataillon était composé d'un État-Major et de cinq compagnies de 129 hommes chacune, à savoir quatre de fusiliers et une de grenadiers.